# Národní park Mount Aspiring
Národní park Mount Aspiring (anglicky Mount Aspiring National Park) je národní park v oblasti Jižních Alp na novozélandském Jižním ostrově.
S rozlohou 355 543 hektarů se jedná o třetí největší národní park Nového Zélandu. Nachází se v něm řada treků a chat, které lze používat k přenocování. Park se nachází v těsné blízkosti největšího novozélandského parku Fiordland.